# Осередчук Євген Павлович
Євге́н Па́́влович Осередчу́к (3 січня 1945 — 2 січня 2022) — український і молдовський художник, письменник та громадський діяч, голова Благодійного фонду професійних художників, українських народних майстрів «Відродження» (Республіка Молдова), заслужений працівник культури України, заслужений діяч мистецтв Республіки Молдова.

## Нагороди
- Відзнака Президента України — ювілейна медаль «25 років незалежності України» (22 серпня 2016) — за вагомий особистий внесок у зміцнення міжнародного авторитету Української держави, популяризацію її історичної спадщини і сучасних надбань та з нагоди 25-ї річниці незалежності України[2]